# Am Universum
Am Universum peti je studijski album finskog heavy metal sastava Amorphis. Album je 3. travnja 2001. godine objavila diskografska kuća Relapse Records. Ovim se albumom grupa odijelila od utjecaja žanrova doom i stoner metala prisutnih na prethodnom albumu Tuonela te se okreće vokalno-orijentiranom progresivnom rocku.

## Pozadina
Prije nego što je snimanje Am Universuma započelo, basist Olli-Pekka Laine napustio je Amorphis te ga je zamijenio Niclas Etelävuori. Santeri Kallio, koji je bio gostujući glazbenik na prethodnom albumu Tuonela, postao je trajni član skupine. Sastav je snimao album od listopada do prosinca 2000. u studiju Finnvox Studios. Kao gostujući glazbenici na albumu su se pojavili saksofonist Sakari Kukko i Antti Halonen koji je svirao na glazbenoj pili.

## Glazbeni stil i tekstovi pjesama
Na Am Universumu Amorphis nastavlja eksperimentirati, što je počeo činiti na prethodnim albumima. Nakon Tuonele, albuma na kojemu prvi put nisu bili prisutni grubi vokali (što je označilo odmak od žanra death metala), grupa je nastavila razvijati psihodelični izričaj prisutan na prijašnjim albumima. Elementi progresivnog rocka kao što su saksofon i Hammond orgulje dobivaju na značenju. Gitarističke su dionice na nekim mjestima često potkopavane zvukovnim efektima jeke, tremola i flangera. Internetski je časopis Vampster izjavio da "Am Universum nije metal album, već predivan rock album", dok je Christopher Kelter, glazbeni kritičar s web stranice Roughedge, u svojoj recenziji usporedio atmosferu i melodičnost albuma s onima grupe Pink Floyd.
Tekstovi pjesama na Am Universumu tematski se odmiču od tekstova prisutnih na prijašnjim albumima skupine; iako su tekstovi na albumima Elegy i Tuonela bili nadahnuti Kanteletarom (zbirkom finske nacionalne poezije), niti jedna pjesma na Am Universumu nije povezana s finskom mitologijom.
Pjevač Pasi Koskinen, koji je napisao sve tekstove pjesama na albumu, u jednom je intervjuu objasnio da je do ovog postupka došlo jer se sastav nije želio ograničiti samo na pisanje o starim temama tekstova.

## Popis pjesama
Tekstovi: Pasi Koskinen, glazba: Amorphis.
| 1.    | »Alone«                    | 6:18 |
| 2.    | »Goddess (of the Sad Man)« | 4:00 |
| 3.    | »The Night Is Over«        | 4:04 |
| 4.    | »Shatters Within«          | 5:22 |
| 5.    | »Crimson Wave«             | 4:45 |
| 6.    | »Drifting Memories«        | 4:24 |
| 7.    | »Forever More«             | 4:30 |
| 8.    | »Veil of Sin«              | 5:10 |
| 9.    | »Captured State«           | 4:28 |
| 10.   | »Grieve Stricken Heart«    | 6:42 |
| 49:43 |                            |      |

| Bonus pjesma s japanske inačice | Bonus pjesma s japanske inačice | Bonus pjesma s japanske inačice | Bonus pjesma s japanske inačice | Bonus pjesma s japanske inačice | Bonus pjesma s japanske inačice | Bonus pjesma s japanske inačice | Bonus pjesma s japanske inačice | Bonus pjesma s japanske inačice | Bonus pjesma s japanske inačice |
| Br.                             | Skladba                         | Trajanje                        |                                 |                                 |                                 |                                 |                                 |                                 |                                 |
| ------------------------------- | ------------------------------- | ------------------------------- | ------------------------------- | ------------------------------- | ------------------------------- | ------------------------------- | ------------------------------- | ------------------------------- | ------------------------------- |
| 11.                             | »Too Much to See«               | 3:40                            |                                 |                                 |                                 |                                 |                                 |                                 |                                 |
| 53:23                           |                                 |                                 |                                 |                                 |                                 |                                 |                                 |                                 |                                 |

## Recenzije
Album je uglavnom dobio pozitivne kritike te su neki recenzenti ujedno i pohvalili Koskinenove vokale, klavijaturističke dionice i melodičnost. Međutim, Jason Hundey, glazbeni kritičar sa stranice AllMusic, kritizirao je uporabu saksofona i komentirao da je album "fenomenalan, ali [...] ponekad i nepodnošljiv" te je u zaključku izjavio da je "Amorphis [istrošio] svoju kreativnost i uvrstio [previše] netaktičkih elemenata džeza za neuvježbane uši kako bi ojačao svoj status 'kreativne grupe'".

## Zasluge
| Amorphis - Pasi Koskinen – vokali - Esa Holopainen – solo gitara - Tomi Koivusaari – ritam gitara - Santeri Kallio – klavijature - Niclas Etelävuori – bas-gitara - Pekka Kasari – bubnjevi Dodatni glazbenici - Sakari Kukko – saksofon (na pjesmama 1, 5, 6, 8 i 10) - Antti Halonen – glazbena pila (na pjesmi 10) | Ostalo osoblje - Lahco – naslovnica, fotografija ilustracija - Mikko Karmila – inženjer zvuka, miksanje - Simon Efemey – inženjer zvuka - Matthew Jacobson – izvršna produkcija - Mika Jussila – mastering - Jyrki Kaheinen – fotografija - André Miiros – fotografija - Jari Salo – fotografija ilustracija |